# 치스토라
치스토라(바스크어: txistorra, 스페인어: chistorra)는 스페인의 소시지이다. 바스크 지역에 속하는 나바라주의 전통 소시지이며, 인접한 바스크주, 아라곤주에서도 즐겨 먹는다. 돼지고기로만 만들거나, 때에 따라 쇠고기를 섞어 만들기도 한다. 지방 함량이 70~80% 정도이며, 그 외에 마늘, 소금, 파프리카가루, 파슬리 등 허브 등이 들어간다. 보통 굽거나 튀겨 먹는다.

## 이름
바스크어 "치스토라(txistorra)"는 단수 형태이며, 복수 형태는 "치스토라크(txistorrak)", 단·복수를 나누지 않은 기본형은 "치스토르(txistor)"이다.

## 사진

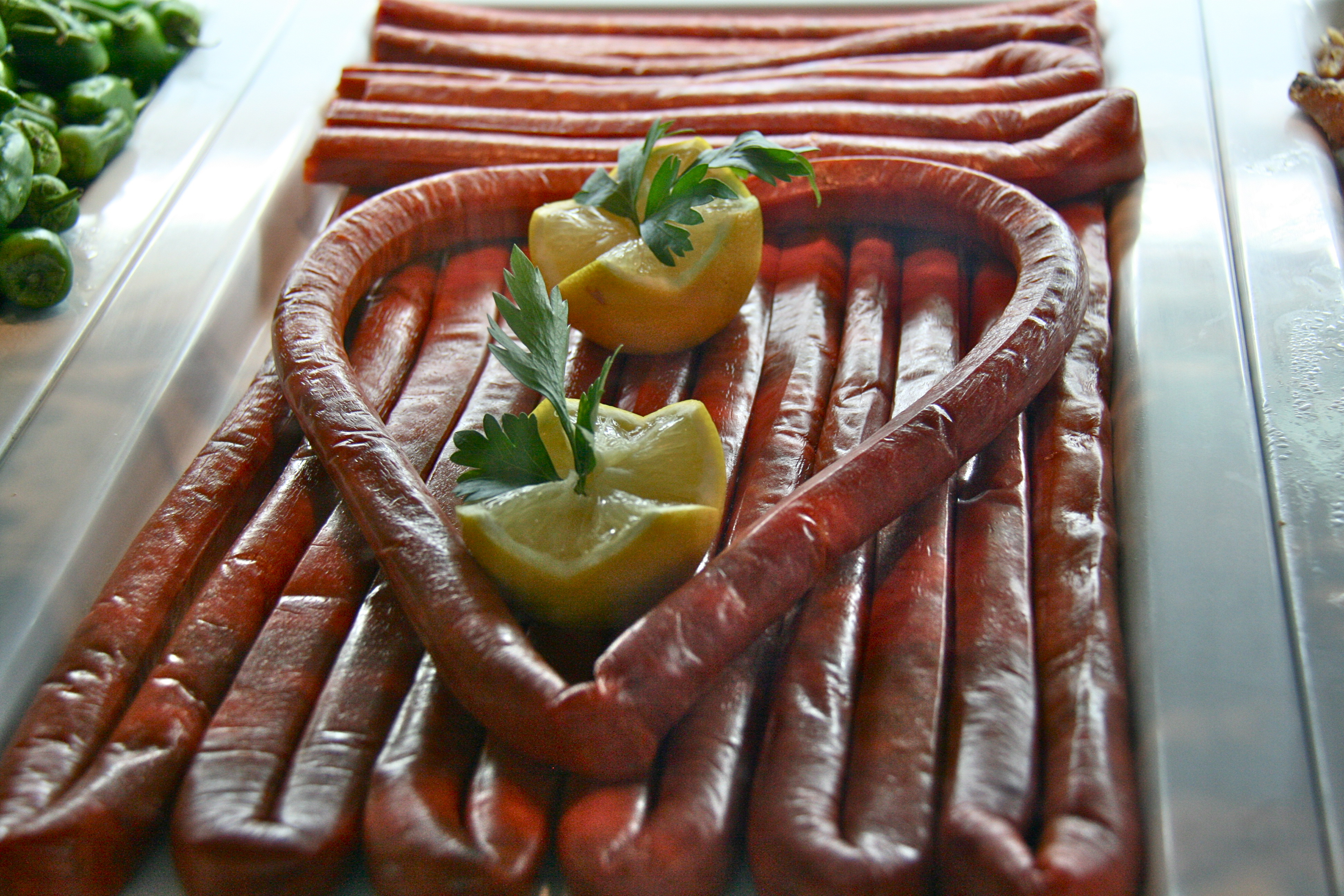
치스토라
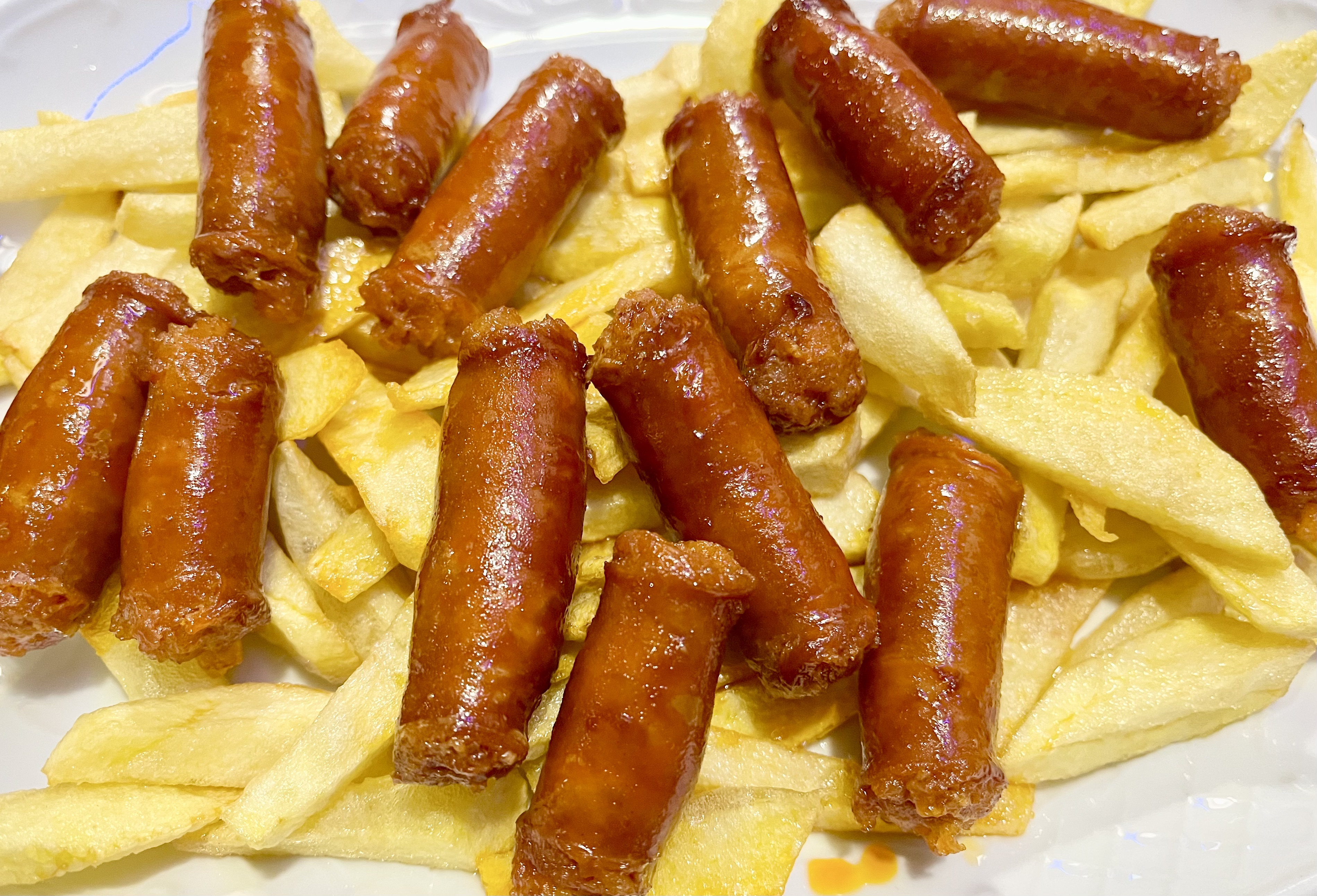
치스토라와 감자 튀김
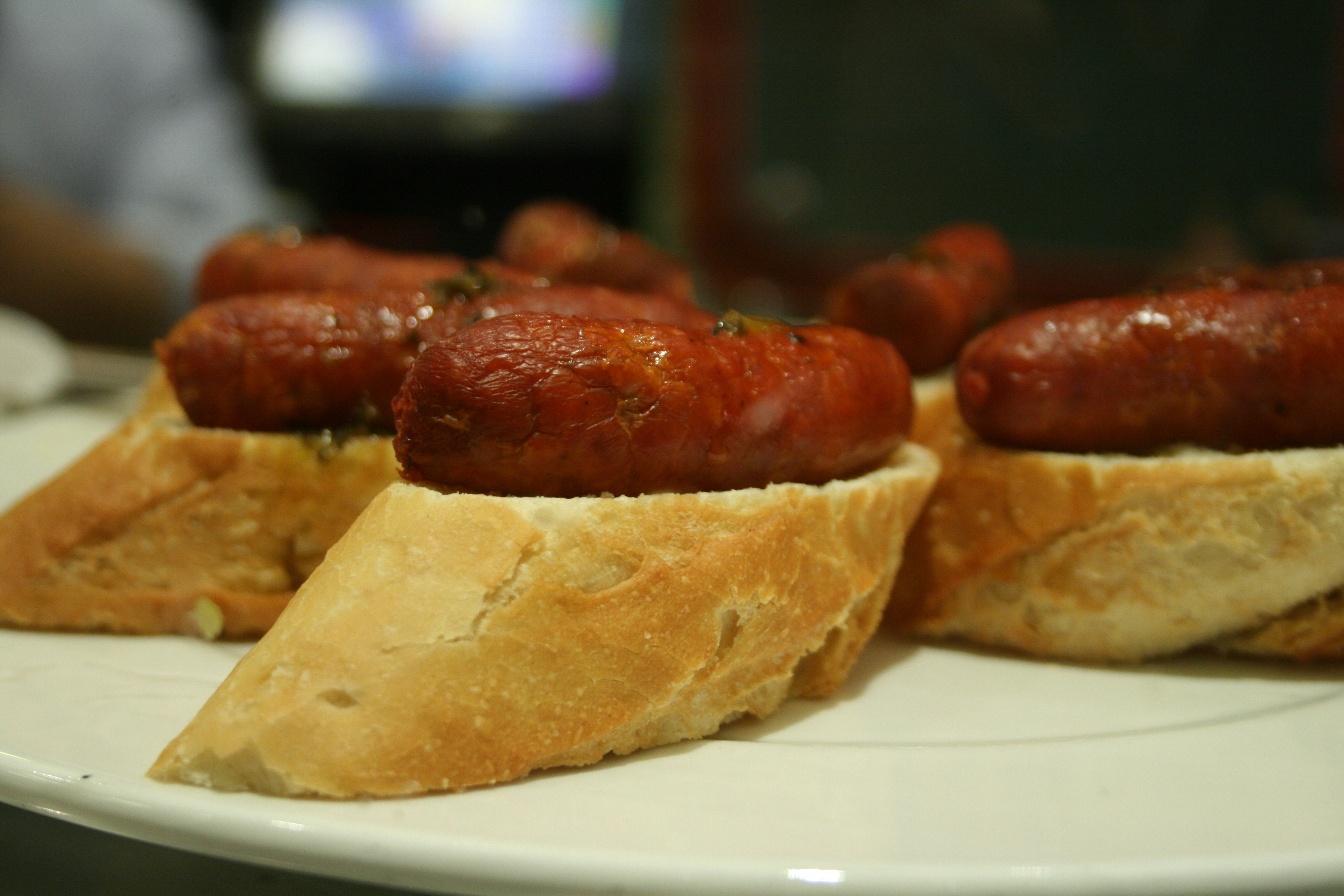
치스토라 타파스

## 같이 보기
- 롱가니사
- 살치차
- 초리소